# Bernard (imię)
Bernard – imię męskie pochodzenia germańskiego. Wywodzi się od słowa oznaczającego „silny niedźwiedź”. (staroniemieckie: bero, bern – niedźwiedź i hart – silny). Wśród patronów – św. Bernard z Clairvaux. Formą oboczna tego imienia jest imię Berard (łac. Berardus), zapisywane czasami jako: Berald(us), Gerard(us).
Bernard imieniny obchodzi: 12 stycznia, 19 stycznia, 23 stycznia, 9 lutego, 16 lutego, 12 marca, 20 maja, 1 czerwca, 12 czerwca, 15 czerwca, 2 lipca, 10 sierpnia, 20 sierpnia, 21 sierpnia, 14 września, 14 października, 21 października, 26 października i 4 grudnia.

## Osoby noszące imię Bernard
- św. Bernard z Aosty (Bernard z Menthon) – zakonnik, założyciel pierwszego punktu ratownictwa górskiego, święty Kościoła katolickiego
- św. Bernard z Clairvaux – zakonnik, teolog, święty Kościołów: anglikańskiego i katolickiego
- Bernard (arcybiskup Splitu)
- Bernard (biskup płocki)
- Bernard (biskup poznański)
- Bernard (biskup Symbalonu)
- Bernard IV
- Bernard niemodliński
- Bernard świdnicki – książę świdnicki
- Bernard Accoyer
- Bernard Adamecki
- Bernard Agré – kardynał
- Bernard d’Albi
- Bernard Janusz Albin
- Bernard Antochewicz
- Bernard Arnault
- Bernard Badowski (1887–1948) – polski polityk, rolnik i działacz samorządowy
- Bernard Ber Mark
- Bernard Berenson
- Bernard Bernard
- Bernard Białkowski
- Bernard Birkenfeld
- Bernard Blaut
- Bernard Blier
- Bernard Błaszczyk
- Bernard Bogedain
- Bernard Bolzano
- Bernard Borg
- Bernard Bot
- Bernard Brandt (ur. 1960) – szwajcarski narciarz

- Bernard Buffet
- Bernard Casoni
- Bernard Chmielarz
- Bernard Chrzanowski
- Bernard Coard
- Bernard Cohn
- Bernard Cornwell
- Bernard Czapliński
- Bernard Binlin Dadié
- Bernard Debré
- Bernard Dembek
- Bernard Dietz
- Bernard Diomède
- Bernard Dornowski
- Bernard Dowiyogo
- Bernard Drzęźla
- Bernard Dunne
- Bernard Fanning
- Bernard Farcy
- Bernard Fellay
- Bernard Fergusson
- Bernard Fontenelle
- Bernard Gaucelm
- Bernard Genghini
- Bernard Giraudeau
- Bernard Gui
- Bernard Haitink
- Bernard Herrmann
- Bernard Higl
- Bernard Hill
- Bernard Hinault
- Bernard Hiszpan
- Bernard Homziuk
- Bernard Hopkins
- Bernard Heuvelmans
- Bernard Jaruszewski
- Bernard Jąder
- Bernard Kacperak
- Bernard Kasprzak
- Bernard Katz
- Bernard Kielak
- Bernard Kouchner
- Bernard Krakowski
- Bernard Krause
- Bernard Kryszkiewicz
- Bernard Lacépède
- Bernard Lacombe
- Bernard Lagat
- Bernard Lama
- Bernard Lammek
- Bernard Landry
- Bernard Law
- Bernard Lee
- Bernard Lichtenberg – przeciwnik nazizmu, błogosławiony i męczennik Kościoła katolickiego, Sprawiedliwy wśród Narodów Świata
- Bernard Ładysz
- Bernard Łosiński
- Bernard Alojzy Łubieński
- Bernard Maciejowski
- Bernard Madoff – finansista
- Bernard Makuza
- Bernard Malamud
- Bernard de Mandeville
- Bernard Margueritte
- Bernard Maseli
- Bernard Mendy
- Bernard Meretyn
- Bernard Michałka
- Bernard Milski
- Bernard Mond
- Bernard Law Montgomery – brytyjski wojskowy
- Bernard Nathanson (1926–2011) – amerykański lekarz, profesor nauk medycznych; były aborcjonista, a następnie działacz ruchów pro-life
- Bernard Nowak
- Bernard z Offidy
- Bernard Ormanowski
- Bernard Panafieu
- Bernard Parker
- Bernard de Poitiers
- Bernard Potocki
- Bernard Ptak
- Bernard Purkop
- Bernard Rajzman
- Bernard Rosa
- Bernard von Schuttenbach
- Bernard Sikora
- Bernard Singer
- Bernard Spanheim
- Bernard Sumner
- Bernard Sychta
- Bernard Szapiro
- Bernard Szczęsny
- Bernard Sztajnert
- Bernard Szumborski
- Bernard Szweda
- Bernard Świerczyna
- Bernard Tapie
- Bernard Thévenet
- Bernard Tolomei
- Bernard Toublanc-Michel
- Bernard de Tramelay
- Bernard Varenius
- Bernard Vonnegut
- Bernard Voorhoof
- Bernard Wapowski
- Bernard z Wąbrzeźna
- Bernard weimarski
- Bernard Werner
- Bernard Widera
- Bernard Witucki
- Bernard Zeidler
- Bernard Zimmermann
- Bernard Zwinny
- Bernardo Attolico
- Bernardo Bellotto (Canaletto, młodszy) – malarz włoski
- Bernardo Bertolucci
- Bernardo Dovizi da Bibbiena
- Bernardo Daddi
- Bernardo Morando
- Bernardo di Quintavalle
- Bernardo Rezende – brazylijski siatkarz i trener
- Bernardo Rosselino – włoski rzeźbiarz okresu renesansu
- Bernat Joan i Marí – kataloński pisarz
- Bernie Sanders – amerykański polityk
- George Bernard Shaw

## Osoby noszące nazwisko Bernard
- Claude Bernard
- Daniel Bernard
- Jean Bernard